# Franz Baum (Bogenschütze)
Franz Baum (* 27. November 1926 in Groß Czernosek, Tschechoslowakei; † 17. Februar 2010) war ein deutscher Bogenschütze, der von 1972 bis 1991 Trainer der bundesdeutschen Nationalmannschaft war.

## Leben
Baum kam 1946 nach kurzer Kriegsgefangenschaft in die Gemeinde Alfdorf bei Welzheim. 1960 wurde er Mitglied der Schützengilde (SGi) Welzheim; 1964 übernahm er deren Vorsitz. Hatte er sich zuvor nur mit dem Gewehrschießen befasst, begann er in diesem Jahr mit dem Bogenschießen.
Aufgrund diverser nationaler Erfolge wurde ihm 1972 der Posten des Bundestrainers angeboten, den er bis 1980 nebenamtlich ausübte. Anschließend war er bis zu seiner Pensionierung 1991 hauptamtlicher Trainer der deutschen Nationalmannschaft. Während Baums Zeit als Bundestrainer konnten die deutschen Bogenschützen mehrere Welt- und Europameistertitel und zwei olympische Medaillen erringen.
Nach seiner Pensionierung war Baum als Vereinstrainer der SGi Welzheim und im Vorstand des Vereins tätig; hier war er maßgeblich beteiligt an diversen nationalen Erfolgen der Welzheimer Bogenschützen.